# Tanja Tetzlaff
Tanja Tetzlaff (nacida en 1973) es una violonchelista alemana. Tocó primero como miembro de una orquesta, pero luego como miembro fundador del Cuarteto Tetzlaff, un cuarteto de cuerda liderado por su hermano el violinista Christian Tetzlaff, y como músico de cámara en otras formaciones diferentes. Ha grabado conciertos para violonchelo y música de cámara, incluida música contemporánea.

## Trayectoria
Nacida en Hamburgo hija de un pastor protestante, con tres hermano,.Tetzlaff estudió violonchelo con Bernhard Gmelin en la Hochschule für Musik und Theatre de su ciudad natal de 1985 a 1991, y se perfeccionó en el Mozarteum de Salzburgo con Heinrich Schiff hasta 1996.  En 1994 ganó el tercer premio en el Concurso Internacional de Música ARD.  Después tocó como violonchelista principal de la Deutsche Kammerphilharmonie Bremen. 
Ha actuado como solista con orquestas como la Orquesta de Cámara de Viena dirigida por Yehudi Menuhin, la Orquesta Sinfónica de la Radio de Moscú dirigida por Vladimir Fedoseyev, la Orquesta de la Tonhalle de Zúrich, la Orquesta Sinfónica de la Radio de Baviera, la Konzerthausorchester Berlin, la Orquesta de París y la Orquesta Sinfónica de Cincinnati. Más recientemente ha tocado con la Orquesta Philharmonia de Londres, la Orquesta Sinfónica de Islandia, la Royal Northern Sinfonia, la Orquesta de Cámara de Escocia, la Orquesta Nacional de los Países del Loira y la Orquesta NHK de Tokio.  Ha realizado giras internacionales por Europa, Estados Unidos y Japón. 
En 1994 fundó el Tetzlaff Quartet, un cuarteto de cuerda con su hermano Christian Tetzlaff como primer violinista, Elisabeth Kufferath y Hanna Weinmeister.  También ha tocado regularmente música de cámara con pianistas como Leif Ove Andsnes, Alexander Lonquich, Lauma Skride, Gunilla Süssmann y con Lars Vogt, quien fundó el festival de música de cámara Spannungen en Heimbach. Ha tocado con violinistas como Baiba Skride y Antje Weithaas.  
El repertorio de Tetzlaff es amplio e incluye también música contemporánea de los siglos XX y XXI, como un CD con los conciertos para violonchelo de Wolfgang Rihm y Ernst Toch. 
Desde abril de 2024, Tetzlaff es profesora de violonchelo y música de cámara en la Universidad de las Artes de Bremen. 
Tetzlaff está casada con el violinista Florian Donderer. Toca un instrumento de Giovanni Battista Guadagnini de 1776. 

## Grabaciones
- Rautavaara: Obras para violonchelo y piano, con Gunilla Süssman, Ondine 2019
- Dvořák: Tríos con piano n.º 3 y 4, con Christian Tetzlaff y Lars Vogt, 2018 [3]
- Schubert: Cuarteto de cuerda n.º 15 / Haydn: Cuarteto de cuerda op. 20, núm. 3
- Brahms: The Piano Trios, con Christian Tetzlaff y Lars Vogt, Ondine 2015 [4] [5]
- Mendelssohn / Berg : Cuarteto Tetzlaff, CAvi 2013 [6]
- Brahms: Sonatas para violonchelo, con Süssmann, CAvi 2013 [7]
- Rihm / Toch: Conciertos para violonchelo, NEOS 2011